# Fiume (1930)
El Fiume fue un crucero pesado de la clase Zara que sirvió con la Regia Marina italiana. Era el segundo de una serie de cuatro buques y fue construido entre abril de 1929 y noviembre de 1931. Armado con ocho cañones principales de 203 mm, tenía un desplazamiento estándar teórico de 10 000 toneladas impuesto por el Tratado naval de Washington, aunque en realidad superaba este límite y su desplazamiento estándar real llegaba hasta las 13 944 toneladas. Al igual que los demás buques de la clase Zara, el Fiume fue uno de los mejores cruceros pesados italianos de la época.
El Fiume tuvo una gran actividad al comienzo de la Segunda Guerra Mundial, tomando parte en varias salidas al mar abierto para tratar de interceptar a los convoyes británicos. Estuvo presente durante la batalla de Calabria (julio de 1940), la batalla del Cabo Spartivento (noviembre de 1940) y finalmente en la batalla del Cabo Matapán, en marzo de 1941. En este último enfrentamiento tanto el Fiume como sus buques gemelos Zara y Pola fueron hundidos por tres acorazados británicos en el transcurso de un combate nocturno a corta distancia.

## Diseño y equipamiento

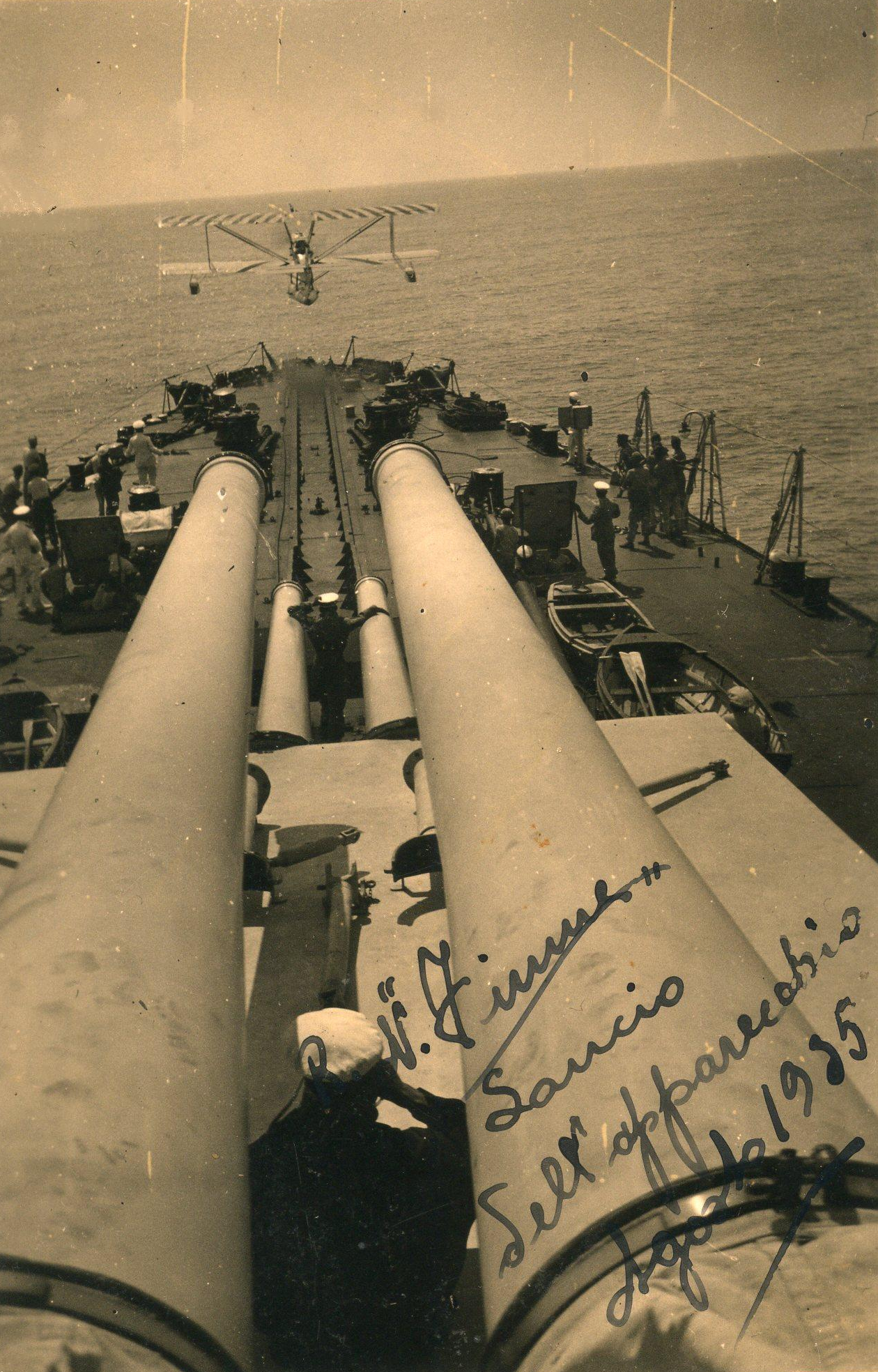
El Fiume lanzando un hidroavión, en 1935.

El Fiume tenía una eslora de casi 182,8 metros, con una manga de 20,62 metros y un calado de 7,2 metros. Su desplazamiento total, a carga completa, era de 13 944 toneladas, aunque su desplazamiento estándar se encontraba nominalmente dentro de los límites de 10 000 toneladas establecidos por el Tratado naval de Washington. Su planta motriz estaba compuesta por dos turbinas de vapor Parsons y estaba impulsado por ocho calderas de fueloil situadas en el centro del buque. Sus máquinas tenían una potencia de 95 000 CV que se traducían en una velocidad de 32 nudos. El Fiume tenía una tripulación de 841 hombres.
La protección del buque estaba compuesta por un cinturón blindado que tenía un espesor de 150 mm. Su blindaje de cubierta tenía un grosor de 70 mm en la parte central del buque que se reducía a 20 mm hacia ambos extremos. Las torretas principales tenían un blindaje de 150 mm, mientras que las barbetas también disponían de un blindaje de idéntico grosor al de las torretas. El castillo de proa, desde donde se daban las órdenes al resto del buque, también contaba con un blindaje de 150 mm.
Su armamento principal estaba compuesto por cuatro torretas dobles que suponían ocho cañones de 203 mm y 53 calibres utilizado por la Regia Marina italiana. Las torretas estaban dispuestas sobre la línea de crujía, en modo de dos a proa y dos a popa. La defensa antiaérea estaba compuesta por una batería de 16 cañones antiaéreos de 100 mm y 47 calibres y dispuestos en montajes dobles; también disponía de cuatro cañones antiaéreos de 40 mm en montajes simples y de ocho ametralladoras pesadas de 12,7 mm en montajes dobles. El buque llevaba consigo un par de hidroaviones IMAM Ro.43 para efectuar labores de reconocimiento aéreo; el hangar se encontraba bajo el castillo de proa y la catapulta fija estaba dispuesta en un montaje central en la proa.
Durante su servicio operacional, el armamento secundario del Fiume fue revisado en numerosas ocasiones. Dos de los cañones de 100 mm y todas las ametralladoras pesadas de 12,7 mm fueron eliminadas a finales de la década de 1930, y en su lugar fueron instalados ocho cañones antiaéreos de 37 mm y 54 calibres y ocho ametralladoras pesadas de 13,2 mm. En 1940 se instalaron dos cañones adicionales de 120 mm para bengalas luminosas.

## Historial de operaciones

### Puesta en servicio
El Fiume fue construido en los astilleros Stabilimento Tecnico Triestino (STT) de Trieste. Su quilla fue puesta en grada el 29 de abril de 1929, siendo el primer buque de su clase. Fue botado el 27 de abril de 1930, el mismo día que su gemelo Zara. Los trabajos de acondicionamiento duraron un año y medio, y el nuevo crucero fue entregado a la Regia Marina el 23 de noviembre de 1931. Sus otros tres buques gemelos —el Zara, el Gorizia y el Pola— fueron entregados entre 1931 y 1932, respectivamente.

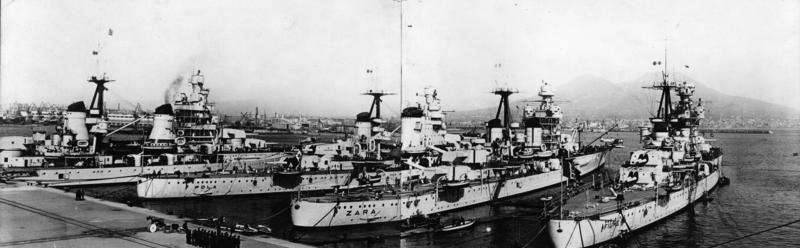
El Fiume (derecha) junto a sus buques gemelos Zara, Pola y Gorizia en Nápoles, hacia 1938.

En enero de 1935 la Armada italiana realizó pruebas con autogiros a bordo del Fiume, después de instalar una plataforma de madera en la popa del buque para poder acoger mejor a los aparatos. Los experimentos tuvieron éxito, aunque los autogiros tenían de por sí una autonomía muy limitada y eran poco fiables.
Durante la Guerra Civil Española los italianos mandaron unidades militares a las islas Baleares, estableciendo una importante base aeronaval en Mallorca. Para asegurar el dominio de la isla, entre agosto y noviembre de 1936 el Fiume permaneció anclado en la bahía de Palma de Mallorca. En mayo de 1938 tomó parte en una lujosa ceremonia celebrada con motivo de la visita a Italia de Adolf Hitler, el dictador de la Alemania nazi. El Fiume y el Zara llevaron a cabo una demostración de su artillería mientras Hitler y el dictador italiano Benito Mussolini observaban desde el acorazado Conte di Cavour.

### Segunda Guerra Mundial
Cuando Italia se unió formalmente a la Segunda Guerra Mundial, tras haber declarado la guerra a Francia y Gran Bretaña el 10 de junio de 1940, el Fiume fue asignado a la 1.ª División junto al Gorizia, el Zara y cuatro destructores de la 9.ª Flotilla de Destructores. La unidad fue a su vez asignada al 1.er Escuadrón, bajo el mando del almirante Inigo Campioni. Dos días más tarde, el Fiume y el resto de la 1.ª División, junto con la 9.ª División, realizaron una salida a mar abierto para responder a los ataques británicos contra las posiciones italianas en Libia. Mientras se encontraban en alta mar, el submarino británico HMS Odin realizó un fallido ataque contra el Fiume y su gemelo, el Gorizia. El 2 de julio participó en la escolta de un convoy que hizo la ruta Trípoli-Nápoles. Cuatro días después, el día 6, zarpó de Nápoles un convoy de suministros con destino al Norte de África; el 7 de julio los italianos descubrieron que un escuadrón de cruceros británicos había llegado a Malta. El Alto Mando naval italiano ordenó que los cruceros de la 1.ª División, junto a otros cruceros y destructores, se unieran para escoltar el convoy que navegaba hacia África. Los acorazados Conte di Cavour y Giulio Cesare proporcionarían apoyo a distancia. Dos días después la flota italiana mantuvo un breve combate con la Mediterranean Fleet en una acción cerca de Calabria.
A finales de septiembre el grueso de la Armada italiana, incluido el Fiume, intentó interceptar un convoy de tropas británicas que navegaba desde Alejandría a Malta, pero los buques italianos no lograron establecer contacto con los barcos británicos. El buque estaba presente en el puerto de Tarento en la noche del 11 al 12 de noviembre cuando la flota británica lanzó un ataque aéreo nocturno desde sus portaaviones. El ataque iba dirigido contra el grueso de la Regia Marina, aunque el Fiume no resultó atacado durante el raid. Otro intento de interceptar un convoy británico a finales de noviembre acabaría dando lugar a la batalla del Cabo Spartivento. La flota italiana abandonó el puerto el 26 de noviembre y al día siguiente se encontró con la flota británica, en un combate que duró alrededor de una hora. Pero, consecuencia del pobre reconocimiento aéreo de los italianos, Campioni dio por terminada la acción y emprendió la retirada porque creyó erróneamente que estaba haciendo frente a una fuerza superior en número. Durante el encuentro el crucero pesado británico HMS Berwick fue alcanzado por varias rondas de los cañones de 203 mm bien del Fiume o de su gemelo, el Pola.
Al igual que otros buques de la Regia Marina, como el acorazado Littorio, a comienzos de 1941 el Fiume adoptó un nuevo patrón de pinturas de camuflaje.
Batalla del Cabo Matapán

Mapa que muestra los movimientos de las flotas británica e italiana durante la batalla del Cabo Matapán.

La flota italiana, ahora comandada por el almirante Angelo Iachino, hizo otro intento por interceptar un convoy británico a finales de marzo de 1941. La flota estaba apoyada por la Regia Aeronautica y por el 10.º Cuerpo Aéreo alemán —Fliegerkorps X—. La operación acabaría dando paso a la batalla del Cabo Matapán; al comienzo del combate, el Fiume y el resto de la 1.ª División se encontraban al noreste del resto de la flota británica, que para entonces ya se había encontrado con la flota británica. El acorazado Vittorio Veneto fue torpedeado por los aviones británicos y forzado a retirarse durante esta fase de la batalla. La 1.ª División se mantuvo en el lado de babor de la flota italiana, mientras comenzaba su regreso a puerto y así poder actuar como una pantalla de protección contra otro posible ataque británico. Un segundo ataque aéreo británico no logró localizar al Vittorio Veneto, que huía hacia puerto, por lo que se procedió a torpedear al Pola, que quedó inmovilizado tras el ataque. El Fiume, el Zara, y cuatro destructores fueron enviados para proteger al dañado Pola. La flota británica, compuesta principalmente por los acorazados HMS Valiant, HMS Warspite y el HMS Barham, se encontraba en este momento a tan solo 50 millas de distancia.
Guiada por radar, la flota británica se acercó en la oscuridad al dañado Pola mientras que el Fiume, el Zara y los destructores de escolta se aproximaban desde la dirección opuesta. A las 22:27 los reflectores a bordo del Warspite, el acorazado principal, iluminaron al Fiume a una distancia de más de dos kilómetros, tras lo cual el Warspite lanzó una salva de seis cañonazos de 381 mm; cinco de ellos alcanzaron de lleno al Fiume y causaron graves daños. Su torreta trasera superior saltó por los aires antes de que una segunda salva de proyectiles del Warspite golpeara el buque. Poco después, el Valiant disparó otros cuatro proyectiles de 381 mm contra el Fiume, causando aún más daños. El navío, ahora convertido en una antorcha flotante, se libró de una mayor destrucción porque los acorazados británicos dirigieron su atención al Zara. El Fiume empezó a escorarse peligrosamente por el lado de babor, mientras que el Zara era repetidamente alcanzado por salvas de 381 mm. Aún permaneció a flote durante 45 minutos antes de que escorase y se hundiera por el lado de popa a las 23:15. Dos de los destructores que se encontraban en las cercanías, el Alfieri y el Carducci, también resultaron hundidos, como finalmente lo serían el Zara y el Pola. La acción no había llevado más allá de tres minutos. 812 hombres de la tripulación del Fiume murieron, entre los que se encontraba su oficial al mando, el capitán de navío Giorgio Giorgis; los supervivientes fueron rescatados por los destructores británicos a la mañana siguiente, por destructores griegos la tarde del 29 de marzo y por el barco hospital británico Gradisca, entre el 31 de marzo y el 3 de abril.

### Pie de página
1. 1 2  Smith, 2008, pp. 139-141.
2. 1 2  Axelrod y Kingston, 2007, p. 256.
3. ↑  Brescia, 2012, p. 77.
4. 1 2 3 4 5  Gardiner y Chesneau, 1980, p. 292.
5. 1 2  Brescia, 2012, p. 76.
6. ↑  Whitley, 1999, p. 149.
7. ↑  Cernuschi y O'Hara, 2007, p. 68.
8. ↑  Alpert, 1987, pp. 164-165.
9. ↑  Lowry y Wellham, 2000, p. 42.
10. 1 2  Brescia, 2012, p. 42.
11. ↑  Rohwer, 2005, p. 28.
12. ↑  Rohwer, 2005, p. 27.
13. ↑  Bertke, Kindell y Smith, 2011, p. 365.
14. ↑  Bertke, Kindell y Smith, 2011, p. 366.
15. ↑  Rohwer, 2005, p. 32.
16. ↑  Bertke, Kindell y Smith, 2011, p. 479.
17. ↑  Rohwer, 2005, p. 43.
18. ↑  Lowry y Wellham, 2000, p. 119.
19. ↑  Rohwer, 2005, p. 50.
20. ↑  Stern, 2015, p. 60.
21. ↑  Bagnasco, 2011, p. 114.
22. ↑  Brescia, 2012, p. 202.
23. ↑  Garzke y Dulin, 1985, p. 384.
24. ↑  Bennett, 2003, pp. 121-124.
25. ↑  Garzke y Dulin, 1985, p. 388.
26. ↑  Smith, 2008, p. 138.
27. ↑  Bennett, 2003, pp. 125-131.
28. ↑  O'Hara, 2009, p. 97.
29. ↑  Cernuschi, Brescia y Bagnasco, 2010, p. 30.
30. ↑  Fioravanzo, 1959, pp. 480-481.